# Dušan Trizna
Dušan Trizna (* 1967) ist ein slowakischer Skibergsteiger und Mitglied im Nationalkader der Slovenská skialpinistická asociácia (SSA).

## Erfolge (Auswahl)
- 2001: 7. Platz bei der Europameisterschaft Skibergsteigen Team mit Milan Madaj

- 2002: 10. Platz bei der Weltmeisterschaft Skibergsteigen Team mit Milan Madaj

### Pierra Menta
- 1993: 3. Platz mit Miroslav Leitner
- 1994: 2. Platz mit Milan Madaj
- 1995: 2. Platz mit Milan Madaj
- 1996: 3. Platz mit Milan Madaj
- 1998: 8. Platz mit Milan Madaj
- 2000: 6. Platz mit Milan Madaj
- 2001: 9. Platz mit Milan Madaj

| Personendaten    | Personendaten               |
| ---------------- | --------------------------- |
| NAME             | Trizna, Dušan               |
| KURZBESCHREIBUNG | slowakischer Skibergsteiger |
| GEBURTSDATUM     | 1967                        |